# Pencil mod
 (décembre 2009).
Si vous disposez d'ouvrages ou d'articles de référence ou si vous connaissez des sites web de qualité traitant du thème abordé ici, merci de compléter l'article en donnant les références utiles à sa vérifiabilité et en les liant à la section « Notes et références ».
Le pencil mod (« modification au crayon ») est une manipulation dans le domaine de l'électronique qui permet d'améliorer les performances d'un circuit électronique. Le principe du pencil mod est de réaliser un court-circuit avec du graphite, c'est-à-dire une mine de crayon de papier ou de critérium. Il est particulièrement dangereux et peut détruire le circuit manipulé.

## Technique
Initialement, le graphite, plutôt bon conducteur, a été utilisé. Le graphite a cependant le désavantage de s'effacer facilement. L'utilisation d'encres ou de pâtes conductrices avec du vernis pour l'isolation électrique permet de rendre le pencil mod irréversible. 

## But recherché
Cette manipulation est surtout appliquée au domaine de la micro-informatique, où la conception de certains circuits électriques permet d'en modifier les caractéristiques en établissant un pont conducteur. Les composants électroniques peuvent donc être mieux exploités.

## Application

### Surfréquençage des processeurs
Les processeurs AMD, notamment les Athlon, les Duron et les Athlon XP ont offert pendant un temps la possibilité de débloquer le coefficient multiplicateur du processeur pour surfréquencer aisément le processeur. Les Intel Core 2 permettent également, au moyen d'un pencil mod, de modifier la fréquence du Front side bus. Concrètement, un processeur conçu pour être associé à un Front side bus de 200 MHz sera reconnu nativement en tant que processeur conçu pour un front side bus de 266 ou 333 MHz sans aucune autre manipulation. 

### Surtensions
Une autre application, est de faire un pencil mod sur une carte mère en vue de modifier la tension maximale applicable aux différents composants se connectant sur la carte mère, en premier lieu le processeur ou la mémoire vive. Le principe est de court-circuiter un élément de la boucle de régulation de la tension du composant. La régulation sera alors faussée, et les tensions appliquées seront nettement différentes de la valeur consigne. 
Le but recherché est de dépasser la tension maximum normalement autorisée pour différents éléments composant un ordinateur. En effet, de plus hautes tensions d'alimentation permettent de stabiliser le matériel lors de gros surfréquençages. La méthode n'est évidemment pas sans risque pour le matériel qui n'est pas conçu pour de hautes tensions, et la question d'un refroidissement performant devient crucial.